# Mrs. Robinson
"Mrs. Robinson" er en sang skrevet af Paul Simon og først indspillet af Simon & Garfunkel, udgivet april 1968. Den blev duoens anden single på de amerikanske hitlisters førsteplads efter "Sound of Silence". Sangen findes på albummet Bookends. 
Derudover kender mange sangen fra filmen Fagre voksne verden, men der er rent faktisk blot tale om en tidlig udgave med sangens indledning og omkvæd, da Paul Simon først fik sangen færdig, efter at filmen stod klar til udsendelse.

## Sangens baggrund
Titelpersonen i sangen stammer fra samme film, hvor hun spilles af Anne Bancroft. Denne films hovedperson, Benjamin Braddock (spillet af Dustin Hoffman), er netop dimitteret fra college og har i filmen en affære med den ældre og gifte Mrs. Robinson. Ifølge en artikel i Variety (15. maj 2005) var filmens instruktør, Mike Nichols, under indspilningen blevet begejstret for Simon & Garfunkels musik, og han fik produceren til at lave en aftale med Paul Simon om at skrive tre sange til den. Men da filmen var næsten færdig, havde Simon ikke haft tid til at skrive de lovede sange. Han spillede en stump af en ny sang, han havde skrevet, for Nichols og fortalte, at den skulle handle om gamle dage, om "Mrs. Roosevelt og Joe DiMaggio og den slags". Nichols overtalte ham til at ændre Mrs. Roosevelt til Mrs. Robinson, og det gik Simon med til.
Et af de mest kendte vers i sangen lyder: 
"Where have you gone, Joe DiMaggio?
Our nation turns its lonely eyes to you.
What's that you say, Mrs. Robinson?
Joltin' Joe has left and gone away.
Det er måske lidt overraskende, at Paul Simon valgte DiMaggio her, da han ellers var stor fan af en anden baseballstjerne, Mickey Mantle. Men Simon forklarede i et tv-show, at det simpelt hen skyldtes, at antallet af stavelser ikke passede. 
DiMaggio skulle i første omgang have været utilfreds med versets påstand om, at han var "gået sin vej", da han ikke selv mente, at det var tilfældet. Men hans utilfredshed forsvandt, da det gik op for ham, at sangen var med til at give ham popularitet hos en ny generation. Simon udtrykte også ved DiMaggios død i 1999, at verset var ment som en ægte hyldest til DiMaggios ligefremme helteskikkelse. 

## Andre versioner af sangen
- Frank Sinatra indspillede sangen i 1969, men ændrede nogle af linjerne, så de fik et vist humoristisk tilsnit.
- Lemonheads indspillede sangen på albummet It's a Shame About Ray fra 1992, og denne version indgår endvidere i filmene American Pie 2 og Wayne's World 2.
- Bon Jovi har indspillet sangen i forbindelse med optagelse af en koncert, og den blev udgivet i et begrænset antal eksemplarer som en bonus til albummet These Days fra 1995.